# Diadem (stjärna)
Diadem, eller Alfa Comae Berenices (alfa Com, a Com, α Comae Berenices) som är stjärnans Bayerbeteckning, är en dubbelstjärna i södra delen av stjärnbilden Berenikes hår. Även om den har Bayerbeteckning "alpha", på skenbar magnitud 4,32 är den faktiskt svagare än Beta Comae Berenices. Den sägs representera kronan som bärs av drottning Berenice.

## Nomenklatur
Stjärnan har de traditionella namnen Diadem och Al Dafirah. Det senare härrör från arabiska الضفيرة Adj-đ̧afīrah, "flätan".  År 2016 organiserade  internationella astronomiska unionen en  arbetsgrupp för stjärnnamn (WGSN) med uppgift att katalogisera och standardisera egennamn för stjärnor. WGSN fastställde namnet Diadem för denna stjärna den 1 februari 2017 och det ingår nu i IAU:s Catalog of Star Names.

## Egenskaper
Diadem är en dubbelstjärna med nästan lika komponenter på magnitud 5,05 m och 5,08 m, som kretsar kring varandra med en period på 25,87 år. Systemet beräknas befinna sig på ett avstånd av 58 ljusår från solen och ligger så nära "edge-on" sett från jorden, att de två stjärnorna verkar röra sig fram och tillbaka i en rak linje med en maximal separation av endast 0,7 bågsekunder. Förmörkelser antas kunna inträffa mellan de två komponenterna, men detta har ännu inte observerats på grund av missbedömningar av tidpunkten för förmörkelsen.
Medelvärdet för separationen av komponeterna är cirka 10 AE, motsvarande avståndet mellan solen och Saturnus. Dubbelstjärnans följeslagare, CCDM J13100 + 1732C, har en skenbar magnitud 10,2 och ligger 89 bågsekunder åtskild med en lägesvinkel av 345°.